# دختران سفیدپوست
دختران سفید (به انگلیسی: White Chicks) فیلمی محصول سال ۲۰۰۴ به کارگردانی کینن آیوری وینز است. در این فیلم شون وینس و مارلون وینس وجنیفر کارپنتر بازی کردند.

## خلاصه داستان
پلیس متوجه می‌شود جان دو خواهر که هردو مانکن لباس هستند در خطر است برای همین دو مأمور پلیس سیاهپوست یعنی کوین کاپلند و مارکوس کاپلند را برای محافظت از آنها می‌فرستد ولی بعد از یک تصادف جاده‌ای آن دو خواهر یعنی بریتنی وتیفانی ویلسون از همکاری منصرف می‌شوند پس برادران کاپلند که متخصص تغییر چهره هستند تصمیم می‌گیرند با پوشیدن لباس مبدل این مأموریت را به انتها برسانند برای همین خودرا به شکل خواهران ویلسون درمی‌آورند و…

## بازیگران
- شون وینس در نقش کوین کاپلند/بریتنی ویلسون
- مارلون وینس در نقش مارکوس کاپلند/تیفانی ویلسون
- جنیفر کارپنتر در نقش لیزا
- باسی فیلیپ در نقش کارن گوگلستین
- جسیکا کافیل در نقش توری
- جیمی کینگ در نقش هیتر واندرگلد
- بریتنی دانیل در نقش مگان واندرگلد
- تری کروس در نقش لاترل اسپنسر
- جان هرد در نقش وارن واندرگلد
- فرانکی فیزن در نقش الیوت گوردون
- مایتلند وارد در نقش بریتنی ویلسون
- آن دودک در نقش تیفانی ویلسون
- راشل آیتس در نقش دنیس پورتر
- جان ریردان در نقش هیس
- فانی ای چامبرز در نقش جینا کاپلند
- هیتر مک‌دونالد در نقش سالس وومن
- لاکلین مونرو در نقش «مأمور اف‌بی‌آی جیک هارپر»